# Paulo Rodrigues Barc
Paulo Rodrigues Barc (født 10. maj 1960) er en tidligere brasiliansk fodboldspiller.
Han har spillet for flere forskellige klubber i sin karriere, herunder Verdy Kawasaki.